# Epiphragma (Epiphragma) subfascipenne
Epiphragma (Epiphragma) subfascipenne is een tweevleugelige uit de familie steltmuggen (Limoniidae). De soort komt voor in het Palearctisch gebied.